# Auribeau-sur-Siagne
Auribeau-sur-Siagne település Franciaországban, Alpes-Maritimes megyében. Lakosainak száma 3346 fő (2022. január 1.). Auribeau-sur-Siagne Grasse, Pégomas, Peymeinade és Tanneron községekkel határos.

## Népesség
A település népességének változása:
| Lakosok száma | 767  | 1154 | 2072 | 2710 | 3106 | 3219 | 3249 | 3200 | 3175 | 3346 |
|               | 1968 | 1982 | 1990 | 2006 | 2013 | 2015 | 2017 | 2019 | 2020 | 2022 |